# Marcel Janco

Marcel Janco, 1954

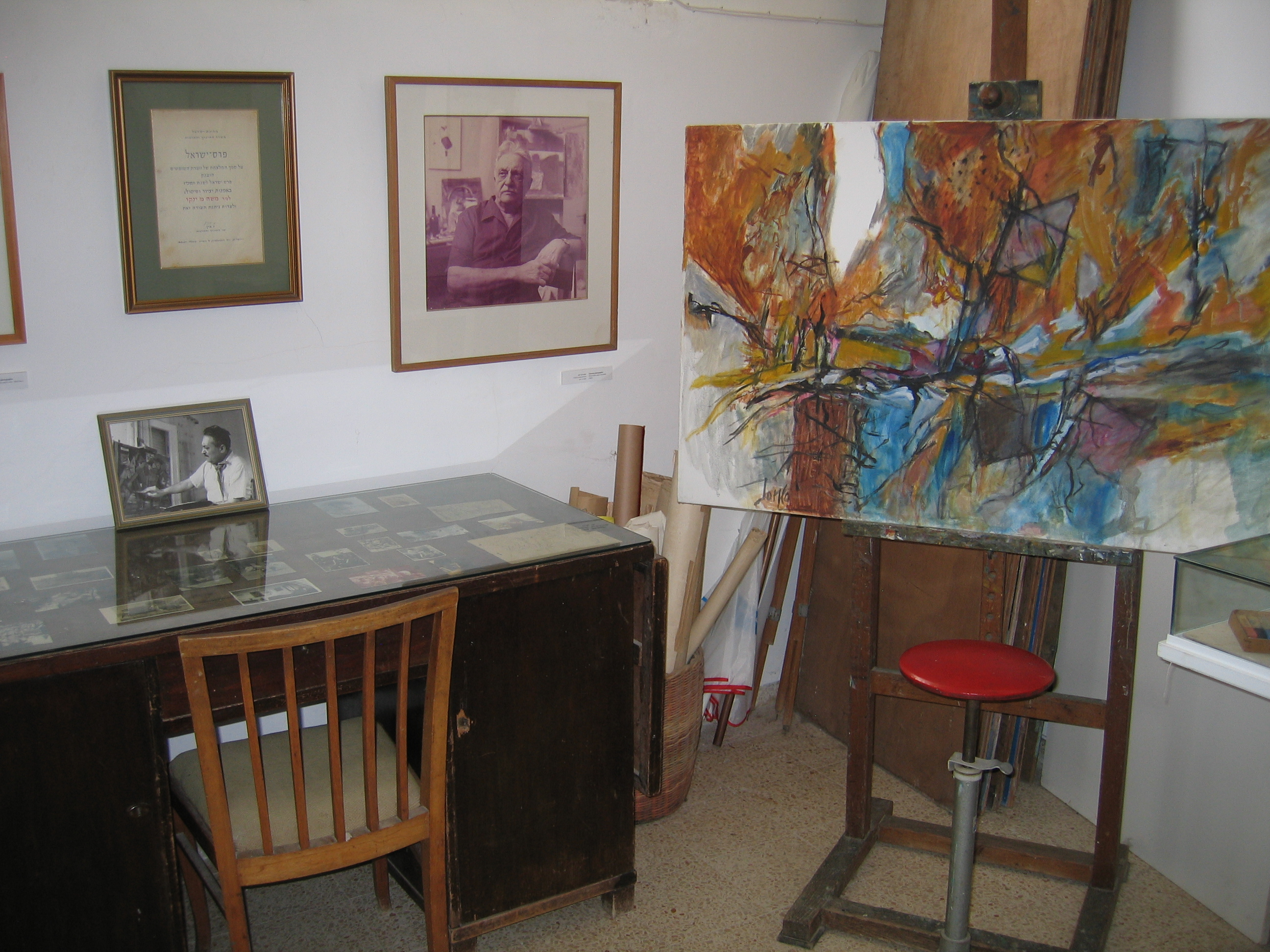
Marcel Janco studio in Ein Hod, Israël

Marcel Janco (geboren als Marcel Iancu) (Boekarest, 24 mei 1895 – Tel Aviv, 21 april 1984) was een in Roemenië geboren Israëlische schilder en architect. Hij was een van de oprichters van het dadaïsme.

## Zijn leven
Hij was bevriend met zijn landgenoot, de dichter Tristan Tzara en behoorde in 1916 met Tzara, Hugo Ball, Hans Arp en anderen tot de oprichters van het dadaïsme in café Cabaret Voltaire in het Zwitserse Zürich. In 1922 keerde hij terug naar Roemenië, waar hij werkzaam was als architect en schilder.
In 1941 vluchtte Janco voor het opkomend antisemitisme en het nationaalsocialisme naar het mandaatgebied Palestina. Hij stichtte in 1953 een kunstenaarsgemeenschap in het dorp Ein Hod dicht bij Haifa. Op 16 juli 1948 door het Israëlische leger veroverd was de Palestijnse bevolking ervan etnisch gezuiverd.  Het pittoreske dorp was intact gelaten maar de moskee was koffiebar Bonanza geworden. Tegen het eind van zijn leven was hij betrokken bij de oprichting van een Dada museum in Ein Hod, het Janco Dada Museum. Het museum biedt onderdak aan Janco's werk, toont de geschiedenis van het dadaïsme en organiseert wisseltentoonstellingen.